# Tipula doaneiana
Tipula doaneiana är en tvåvingeart som beskrevs av Alexander 1919. Tipula doaneiana ingår i släktet Tipula och familjen storharkrankar. Inga underarter finns listade i Catalogue of Life.